# Redonda Bay
Die Redonda Bay (englisch; spanisch Bahía Redonda) ist eine Bucht an der Caird-Küste des ostantarktischen Coatslands. Sie liegt südöstlich des Dawson-Lambton-Gletschers und unmittelbar westlich des Brunt-Schelfeises.
Argentinische Wissenschaftler benannten sie. Russische Wissenschaftler übertrugen diese Benennung ins Englische.